# Pterasthenia albata
Pterasthenia albata är en insektsart som först beskrevs av Adams 1965.  Pterasthenia albata ingår i släktet Pterasthenia och familjen långrörsbladlöss.

## Underarter
Arten delas in i följande underarter:
- P. a. albata
- P. a. lerui